# 1992年アルベールビルオリンピックのクロスカントリースキー競技
1992年アルベールビルオリンピックのクロスカントリースキー競技（1992ねんアルベールビルオリンピックのクロスカントリースキーきょうぎ）は、1992年2月10日から2月27日までフランスのアルベールビルから約40kmのリ・セージで行われた。

## 競技結果

### 男子

#### 30kmクラシカル
- 1992年2月10日
- エントリー89人：完走82人
- Sports-Reference.com (Olympics) のアーカイブ (英語)
- 1992年アルベールビルオリンピックのクロスカントリースキー競技 - Olympedia（英語）
- アルベールビルオリンピック公式記録vol3(PDF)RESULTS:P35

| 順位 | 名前                     | 国・地域     | 記録           |
| ---- | ------------------------ | ------------ | -------------- |
| 1    | ベガール・ウルバン       | ノルウェー   | 1時間22分27秒8 |
| 2    | ビョルン・ダーリ         | ノルウェー   | 1時間23分14秒0 |
| 3    | テリエ・ラングリ         | ノルウェー   | 1時間23分42秒5 |
| 4    | マルコ・アルバレロ       | イタリア     | 1時間23分55秒7 |
| 5    | アーリン・ユェブネ       | ノルウェー   | 1時間24分07秒7 |
| 6    | クリステル・マイベック   | スウェーデン | 1時間24分12秒1 |
| 7    | ニクラス・ヨンソン       | スウェーデン | 1時間25分17秒6 |
| 8    | ユルキ・ポンシルオマ     | スウェーデン | 1時間25分24秒4 |
| 9    | ヴラジーミル・スミルノフ | EUN          | 1時間25分27秒6 |
| 10   | ハッリ・キルヴェスニエミ | フィンランド | 1時間25分28秒5 |
| 32   | 今井博幸                 | 日本         | 1時間29分35秒6 |
| 40   | 佐々木一成               | 日本         | 1時間30分35秒9 |

#### 10kmクラシカル
- 1992年2月10日
- エントリー110人：完走110人
- Sports-Reference.com (Olympics) のアーカイブ (英語)
- 1992年アルベールビルオリンピックのクロスカントリースキー競技 - Olympedia（英語）
- アルベールビルオリンピック公式記録vol3(PDF)RESULTS:P36-P37

| 順位 | 名前                         | 国・地域     | 記録      |
| ---- | ---------------------------- | ------------ | --------- |
| 1    | ベガール・ウルバン           | ノルウェー   | 27分36秒0 |
| 2    | マルコ・アルバレロ           | イタリア     | 27分55秒2 |
| 3    | クリステル・マイベック       | スウェーデン | 27分56秒4 |
| 4    | ビョルン・ダーリ             | ノルウェー   | 28分01秒6 |
| 5    | ニクラス・ヨンソン           | スウェーデン | 28分03秒1 |
| 6    | ハッリ・キルヴェスニエミ     | フィンランド | 28分23秒3 |
| 7    | ジョルジョ・ヴァンツェッタ   | イタリア     | 28分26秒9 |
| 8    | アロイス・シュタットローバー | オーストリア | 28分27秒5 |
| 9    | トルグニー・モグレアン       | スウェーデン | 28分37秒8 |
| 10   | シルビオ・ファウネル         | イタリア     | 28分53秒8 |
| 27   | 今井博幸                     | 日本         | 30分17秒3 |
| 46   | 佐々木一成                   | 日本         | 31分31秒4 |

#### 25km複合（10kmクラシカル + 15kmフリー）
- 1992年2月13日、15日
- エントリー110人：完走99人
- Sports-Reference.com (Olympics) のアーカイブ (英語)
- 1992年アルベールビルオリンピックのクロスカントリースキー競技 - Olympedia（英語）
- アルベールビルオリンピック公式記録vol3(PDF)RESULTS:P38-P39

| 順位 | 名前                         | 国・地域     | 記録           |
| ---- | ---------------------------- | ------------ | -------------- |
| 1    | ビョルン・ダーリ             | ノルウェー   | 1時間05分37秒9 |
| 2    | ベガール・ウルバン           | ノルウェー   | 1時間06分31秒3 |
| 3    | ジョルジョ・ヴァンツェッタ   | イタリア     | 1時間06分32秒2 |
| 4    | マルコ・アルバレロ           | イタリア     | 1時間06分33秒3 |
| 5    | トルグニー・モグレアン       | スウェーデン | 1時間06分37秒4 |
| 6    | クリステル・マイベック       | スウェーデン | 1時間07分17秒0 |
| 7    | シルビオ・ファウネル         | イタリア     | 1時間07分34秒9 |
| 8    | ヴラジーミル・スミルノフ     | EUN          | 1時間07分35秒8 |
| 9    | ヘンリック・フォシュベリ     | スウェーデン | 1時間07分52秒4 |
| 10   | アロイス・シュタットローバー | オーストリア | 1時間07分57秒6 |
| 29   | 今井博幸                     | 日本         | 1時間10分08秒8 |
| 35   | 佐々木一成                   | 日本         | 1時間10分44秒6 |

#### 4×10kmリレー
- 1992年2月18日
- エントリー16チーム：完走16チーム
- Sports-Reference.com (Olympics) のアーカイブ (英語)
- 1992年アルベールビルオリンピックのクロスカントリースキー競技 - Olympedia（英語）
- アルベールビルオリンピック公式記録vol3(PDF)RESULTS:P40-P41

| 順位 | 名前 | 国・地域         | 記録           |
| ---- | --- | ---------------- | -------------- |
| 1    | テリエ・ラングリ ベガール・ウルバン クリスティン・シェルダル ビョルン・ダーリ                               | ノルウェー       | 1時間39分26秒0 |
| 2    | ジュゼッペ・プーリエ マルコ・アルバレーロ ジョルジョ・ヴァンツェッタ シルビオ・ファウネル                   | イタリア         | 1時間40分52秒7 |
| 3    | ミカ・クーシスト ハッリ・キルヴェスニエミ ヤリ・レサネン ヤリ・イソメッサ                                   | フィンランド     | 1時間41分22秒9 |
| 4    | ヤン・オットション クリステル・マイベック ヘンリック・フォシュベリ トルグニー・モグレアン                   | スウェーデン     | 1時間41分23秒1 |
| 5    | アンドレイ・キリロフ ヴラジーミル・スミルノフ ミカイル・ボトニノフ アレクセイ・プロクロロフ                 | EUN              | 1時間43分03秒6 |
| 6    | ホルガー・バウロート ヨッヒェン・ベーレ トラルト・ライン ヨハン・ミューレック                               | ドイツ           | 1時間43分41秒7 |
| 7    | ラディム・ニッチ リュボス・ブフタ パヴェル・ベンチ ヴァクラフ・コルンカ                                     | チェコスロバキア | 1時間44分20秒0 |
| 8    | パトリック・レミー フィリップ・サンチェス ステファン・アザンブレ ヘルヴェ・バラン                           | フランス         | 1時間44分51秒1 |
| 9    | アロイス・シュワルツ アロイス・シュタットローバー アレキサンダー・マーレント アンドレアス・リングホーファー | オーストリア     | 1時間45分56秒6 |
| 10   | アンドルス・ベールパル ヤヌス・テッパン エルモ・カッシン ウルマス・ヴャルベ                                 | エストニア       | 1時間46分33秒3 |

#### 50kmフリー
- 1992年2月22日
- エントリー79人：完走67人
- Sports-Reference.com (Olympics) のアーカイブ (英語)
- 1992年アルベールビルオリンピックのクロスカントリースキー競技 - Olympedia（英語）
- アルベールビルオリンピック公式記録vol3(PDF)RESULTS:P42

| 順位 | 名前                         | 国・地域         | 記録           |
| ---- | ---------------------------- | ---------------- | -------------- |
| 1    | ビョルン・ダーリ             | ノルウェー       | 2時間03分41秒5 |
| 2    | マウリーリョ・デ・ゾルト     | イタリア         | 2時間04分39秒1 |
| 3    | ジョルジョ・ヴァンツェッタ   | イタリア         | 2時間06分42秒1 |
| 4    | アレクセイ・プロクロロフ     | EUN              | 2時間07分06秒1 |
| 5    | ヘルヴェ・バラン             | フランス         | 2時間07分17秒7 |
| 6    | ラディム・ニッチ             | チェコスロバキア | 2時間07分41秒5 |
| 7    | ヨハン・ミューレック         | ドイツ           | 2時間07分45秒2 |
| 8    | パヴェル・ベンチ             | チェコスロバキア | 2時間08分13秒6 |
| 9    | ベガール・ウルバン           | ノルウェー       | 2時間08分21秒5 |
| 10   | ジャンフランコ・ポルヴァーラ | イタリア         | 2時間09分27秒8 |
| 25   | 今井博幸                     | 日本             | 2時間13分33秒0 |
| 40   | 佐々木一成                   | 日本             | 2時間17分20秒1 |

### 女子

#### 15kmクラシカル
- 1992年2月09日
- エントリー54人：完走50人
- Sports-Reference.com (Olympics) のアーカイブ (英語)
- 1992年アルベールビルオリンピックのクロスカントリースキー競技 - Olympedia（英語）
- アルベールビルオリンピック公式記録vol3(PDF)RESULTS:P30

| 順位 | 名前                             | 国・地域     | 記録      |
| ---- | -------------------------------- | ------------ | --------- |
| 1    | リュボーフィ・エゴロワ           | EUN          | 42分20秒8 |
| 2    | マリュト・ルッカリネン           | フィンランド | 43分29秒9 |
| 3    | エレーナ・ヴェルベ               | EUN          | 43分42秒3 |
| 4    | ライサ・スメタニナ               | EUN          | 44分01秒5 |
| 5    | ステファーニア・ベルモンド       | イタリア     | 44分02秒4 |
| 6    | マルヤ＝リーサ・キルヴェスニエミ | フィンランド | 44分02秒7 |
| 7    | インゲル＝ヘレネ・ニブローテン   | ノルウェー   | 44分18秒6 |
| 8    | トルーデ・ディベンダール         | ノルウェー   | 44分31秒5 |
| 9    | ガブリエラ・パルッツィ           | イタリア     | 44分44秒0 |
| 10   | マリー＝ヘレネ・ウェスティン     | スウェーデン | 45分00秒5 |
| 37   | 青木富美子                       | 日本         | 44分31秒5 |
| 42   | 星川直美                         | 日本         | 49分46秒2 |

#### 5kmクラシカル
- 1992年2月13日
- エントリー63人：完走62人
- Sports-Reference.com (Olympics) のアーカイブ (英語)
- 1992年アルベールビルオリンピックのクロスカントリースキー競技 - Olympedia（英語）
- アルベールビルオリンピック公式記録vol3(PDF)RESULTS:P31

| 順位 | 名前                           | 国・地域     | 記録      |
| ---- | ------------------------------ | ------------ | --------- |
| 1    | マリュト・ルッカリネン         | フィンランド | 14分13秒8 |
| 2    | リュボーフィ・エゴロワ         | EUN          | 14分14秒7 |
| 3    | エレーナ・ヴェルベ             | EUN          | 14分22秒7 |
| 4    | ステファーニア・ベルモンド     | イタリア     | 14分26秒2 |
| 5    | インゲル＝ヘレネ・ニブローテン | ノルウェー   | 14分33秒3 |
| 6    | オリガ・ダニロワ               | EUN          | 14分37秒2 |
| 7    | ラリサ・ラズチナ               | EUN          | 14分41秒7 |
| 8    | ソルヴァイク・ペデルセン       | ノルウェー   | 14分42秒1 |
| 9    | マリー＝ヘレネ・ウェスティン   | スウェーデン | 14分46秒2 |
| 10   | エリン・ニルセン               | ノルウェー   | 14分50秒8 |
| 30   | 青木富美子                     | 日本         | 15分33秒0 |
| 43   | 太田美和                       | 日本         | 16分03秒1 |
| 48   | 星川直美                       | 日本         | 16分13秒2 |
| 54   | 猪又由美                       | 日本         | 16分49秒4 |

#### 15km複合（5kmクラシカル + 10kmフリー）
- 1992年2月13日、15日
- エントリー62人：完走58人
- Sports-Reference.com (Olympics) のアーカイブ (英語)
- 1992年アルベールビルオリンピックのクロスカントリースキー競技 - Olympedia（英語）
- アルベールビルオリンピック公式記録vol3(PDF)RESULTS:P32

| 順位 | 名前                           | 国・地域     | 記録      |
| ---- | ------------------------------ | ------------ | --------- |
| 1    | リュボーフィ・エゴロワ         | EUN          | 40分07秒7 |
| 2    | ステファーニア・ベルモンド     | イタリア     | 40分31秒8 |
| 3    | エレーナ・ヴェルベ             | EUN          | 40分51秒7 |
| 4    | マリュト・ルッカリネン         | フィンランド | 41分05秒1 |
| 5    | エリン・ニルセン               | ノルウェー   | 41分26秒9 |
| 6    | マリー＝ヘレネ・ウェスティン   | スウェーデン | 41分28秒2 |
| 7    | インゲル＝ヘレネ・ニブローテン | ノルウェー   | 41分35秒1 |
| 8    | ラリサ・ラズチナ               | EUN          | 41分48秒8 |
| 9    | イザベル・モンシニ             | フランス     | 41分53秒3 |
| 10   | マヌエラ・ディ・チェンタ       | イタリア     | 42分09秒7 |
| 19   | 青木富美子                     | 日本         | 42分58秒4 |
| 34   | 星川直美                       | 日本         | 44分24秒8 |
| 43   | 太田美和                       | 日本         | 45分31秒3 |
| 47   | 猪又由美                       | 日本         | 46分12秒6 |

#### 4×5kmリレー
- 1992年2月17日
- エントリー13チーム：完走13チーム
- Sports-Reference.com (Olympics) のアーカイブ (英語)
- 1992年アルベールビルオリンピックのクロスカントリースキー競技 - Olympedia（英語）
- アルベールビルオリンピック公式記録vol3(PDF)RESULTS:P33

| 順位 | 名前 | 国・地域         | 記録           |
| ---- | --- | ---------------- | -------------- |
| 1    | エレーナ・ヴェルベ ライサ・スメタニナ ラリサ・ラズチナ リュボーフィ・エゴロワ                           | EUN              | 59分34秒8      |
| 2    | ソルヴァイク・ペデルセン インゲル＝ヘレネ・ニブローテン トルーデ・ディベンダール エリン・ニルセン       | ノルウェー       | 59分56秒4      |
| 3    | ビーチェ・ヴァンツェッタ マヌエラ・ディ・チェンタ ガブリエラ・パルッツィ ステファーニア・ベルモンド     | イタリア         | 1時間00分25秒9 |
| 4    | マルヤ＝リーサ・キルヴェスニエミ ピルッコ・マーッタ ヤーナ・サヴォライネン マリュト・ルッカリネン       | フィンランド     | 1時間00分52秒9 |
| 5    | キャロル・スタジニエ シルヴィエ＝ジリ・ルーセ ソフィ・ヴィルヌーヴ イザベル・モンシニ                   | フランス         | 1時間01分30秒7 |
| 6    | ルボミラ・バラジョワ カテジナ・ノイマノワ アルジュベータ・ハブランチコワ イヴェタ・ゼリンゲロワ         | チェコスロバキア | 1時間01分37秒4 |
| 7    | カリーナ・ジョリン マグダレナ・ヴァリン カリン・セタークヴィスト マリー＝ヘレネ・ウェスティン           | スウェーデン     | 1時間01分54秒5 |
| 8    | ハイケ・ヴィーツェル ガブリエレ・ヘス ジモーネ・オーピッツ イナ・クメル                                 | ドイツ           | 1時間02分22秒6 |
| 9    | シルヴィア・ホーネッガー ブリギット・アルブレヒト ナターシャ・レオナルディ・コルテシ エルヴィラ・ネヒト | スイス           | 1時間02分54秒1 |
| 10   | マウゴジタ・ルハワ ドロタ・クワシュナ ベルナデッタ・ボチェック ハリナ・ノワク                           | ポーランド       | 1時間03分23秒0 |
| 12   | 太田美和 青木富美子 星川直美 猪又由美                                                                   | 日本             | 1時間04分09秒3 |

#### 30kmフリー
- 1992年2月21日
- エントリー57人：完走55人
- Sports-Reference.com (Olympics) のアーカイブ (英語)
- 1992年アルベールビルオリンピックのクロスカントリースキー競技 - Olympedia（英語）
- アルベールビルオリンピック公式記録vol3(PDF)RESULTS:P34

| 順位 | 名前                         | 国・地域     | 記録           |
| ---- | ---------------------------- | ------------ | -------------- |
| 1    | ステファーニア・ベルモンド   | イタリア     | 1時間22分30秒1 |
| 2    | リュボーフィ・エゴロワ       | EUN          | 1時間22分52秒0 |
| 3    | エレーナ・ヴェルベ           | EUN          | 1時間24分13秒9 |
| 4    | エリン・ニルセン             | ノルウェー   | 1時間26分25秒1 |
| 5    | ラリサ・ラズチナ             | EUN          | 1時間26分31秒8 |
| 6    | マヌエラ・ディ・チェンタ     | イタリア     | 1時間27分04秒4 |
| 7    | マリー＝ヘレネ・ウェスティン | スウェーデン | 1時間27分16秒2 |
| 8    | ジモーネ・オーピッツ         | ドイツ       | 1時間27分17秒4 |
| 9    | トルーデ・ディベンダール     | ノルウェー   | 1時間27分29秒8 |
| 10   | マリュト・ルッカリネン       | フィンランド | 1時間27分30秒9 |
| 41   | 太田美和                     | 日本         | 1時間35分19秒4 |
| 42   | 星川直美                     | 日本         | 1時間35分29秒4 |
| 44   | 青木富美子                   | 日本         | 1時間36分21秒9 |

## 各国メダル数
| 順 | 国・地域     | 金 | 銀 | 銅 | 計 |
| -- | ------------ | -- | -- | -- | -- |
| 1  | ノルウェー   | 5  | 1  | 3  | 9  |
| 2  | EUN          | 3  | 2  | 4  | 9  |
| 3  | イタリア     | 1  | 4  | 3  | 8  |
| 4  | フィンランド | 1  | 1  | 1  | 3  |
| 5  | スウェーデン | 0  | 0  | 1  | 1  |